# Польское терапевтическое общество
Польское терапевтическое общество (пол. Polskie Towarzystwo Terapeutyczne) — польское научное общество, основанное в 2005 году.
Согласно Уставу, целью Общества является продвижение и развитие различных форм квалифицированной терапии; повышение квалификации терапевтов; обеспечение высокого этического и профессионального уровня членов Общества; популяризация знаний о современных формах терапевтической помощи.
Печатным органом Общества с 2006 года является научный журнал «Терапевтическое обозрение» (пол. Przegląd Terapeutyczny).
В списке почётных членов Общества — доктор медицинских наук, профессор Казимеж Имелинский.
Общество внесено в утверждённый Министерством семьи, труда и социальной политики Польши «Список субъектов, имеющих право консультировать проекты документов по регулированию профессии психолога».
Председателем Общества является доктор наук, профессор Bassam Aouil.
Актуальная информация о деятельности Общества публикуется на сайте www.ptt-terapia.pl.